# Neyde Barbosa
Pour les articles homonymes, voir Barbosa.
Neyde Marisa Pina Barbosa, née le 23 septembre 1980 à Benguela, est une joueuse internationale de handball angolaise. Avec l'équipe nationale d'Angola, elle a notamment participé au Championnat du monde 2011 ainsi qu'aux Jeux olympiques 2004, 2012 et 2016.

## Palmarès

### En équipe nationale
Jeux olympiques
- 9e place aux Jeux olympiques 2004
- 10e place aux Jeux olympiques 2012
- 8e place aux Jeux olympiques 2016

Championnats du monde
- 8e place au Championnat du monde 2011[1]

Championnats d'Afrique
- Médaille d'or au championnat d'Afrique 2004
- Médaille d'or au championnat d'Afrique 2012
- Médaille d'or au championnat d'Afrique 2016

Jeux africains
- Médaille d'or aux Jeux africains de 2011 (en)